# يان هاتشينغز
يان هاتشينغز (بالإنجليزية: Ian Hutchings)‏ هو لاعب غولف جنوب أفريقي، ولد في 26 مارس 1968 في هراري في زيمبابوي.